# Departement van de Eems

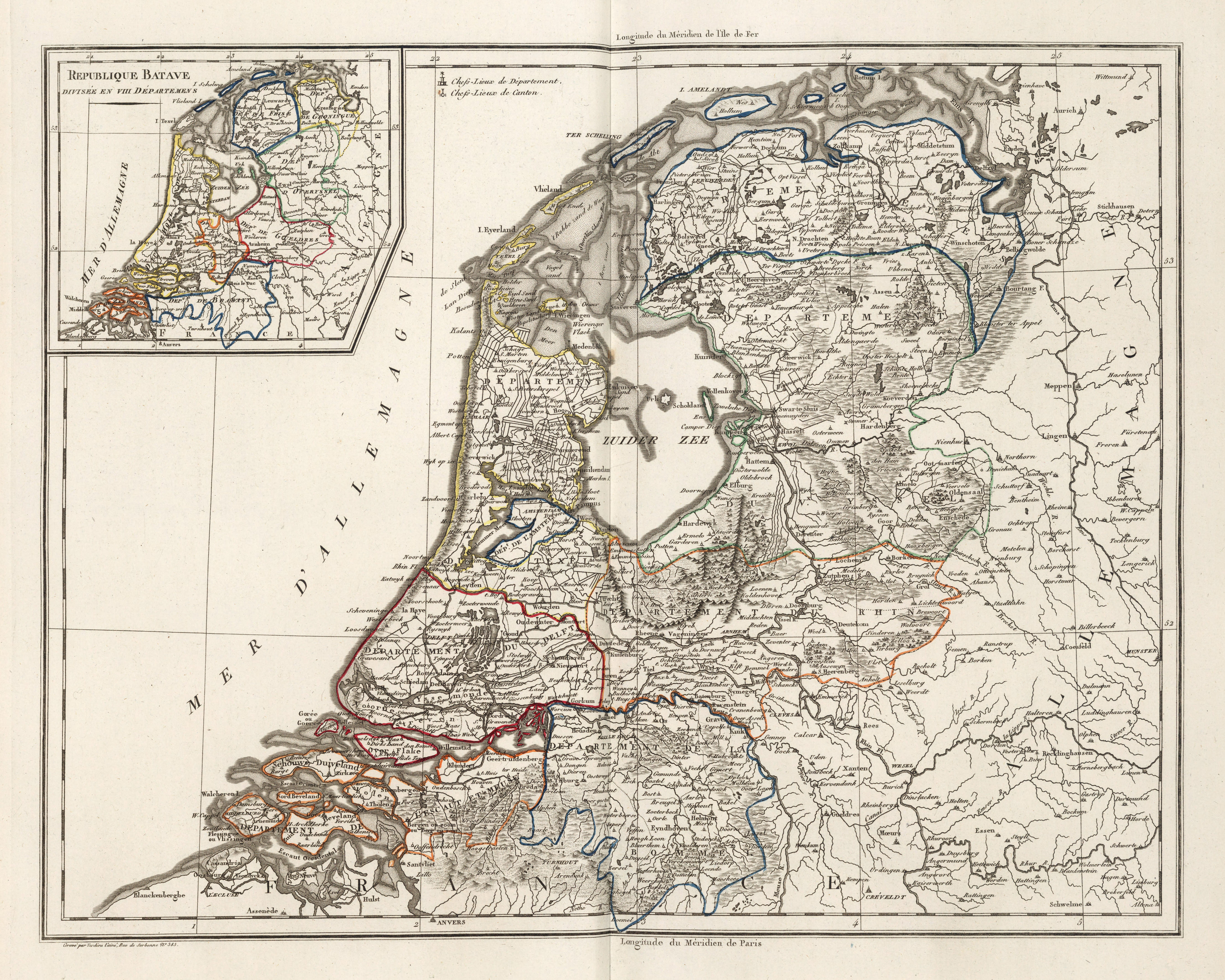
Bataafse Republiek en het Departement van de Eems, 1804

Het departement van de Eems bestond van 1798 tot 1801. De hoofdstad was Leeuwarden. Het departement maakte deel uit van de Bataafse Republiek.
Het departement werd gevormd door samenvoeging van:
- het gewest Stad en Lande
- het noordelijk deel van het gewest Friesland
- het eiland Vlieland, daarvoor behorend tot het gewest Holland

In 1801 werd de herindeling ongedaan gemaakt. Noordelijk Friesland werd deel van het departement Friesland, Stad en Lande werd het departement Stad en Landen van Groningen. Het eiland Vlieland werd overgeheveld naar het departement Holland.